# Tityus lutzi
Espèce
Synonymes
- Tityus intermedius Lutz & Mello, 1922 nec Borelli, 1899

Tityus lutzi est une espèce de scorpions de la famille des Buthidae.

## Distribution
Cette espèce est endémique du Brésil. Elle se rencontre au Mato Grosso et dans l'État de São Paulo.

## Systématique et taxinomie
Cette espèce a été décrite sous le nom Tityus intermedius par Lutz et Mello en 1922. Ce nom étant préoccupé par Tityus intermedius Borelli, 1899, elle est renommée Tityus lutzi par Giltay en 1928.

## Étymologie
Cette espèce est nommée en l'honneur d'Adolpho Lutz.

## Publications originales
- Giltay, 1928 : « Arachnides, nouveaux du Brésil. » Bulletin et annales de la Société Entomologique de Belgique, vol. 68, p. 179-82.
- Lutz & Mello, 1922 : « Cinco novos escorpiões brasileiros dos gêneros Tityus e Rhopalurus. » Folha Medica Anales, vol. 3, no 4, p. 25-26.